# 杜祺
杜祺（？年—？年），蜀漢將領。歷位各郡郡守，轉任監軍，官至大將軍蔣琬司馬。

## 生平
為王連所提拔，與南陽呂乂、南鄉劉幹一同被選取擔任典曹都尉。
公元231年（建興九年）春，諸葛亮率軍北伐，李嚴負責後勤補給。夏秋之季，正逢陰雨連綿，糧草運輸供應不上，李嚴派參軍狐忠、督軍成藩傳話給諸葛亮，讓他撤軍，諸葛亮得到信後答應退兵。北伐大軍退還後，李嚴弄虛作假，欲逃脫責任，杜祺等隨諸葛亮上表後主劉禪請求罷黜李嚴。
后来杜祺亦参与击退曹魏权臣大将军曹爽来犯的兴势之战。